# Щоденник, лист і першокласниця
«Щоденник, лист і першокласниця» — радянський двосерійний дитячий художній телефільм, знятий у 1984 році на кіностудії «Узбекфільм» Хабібом Файзієвим за однойменним оповіданням Латіфа Махмудова. Назва серій: «Загадковий лист» і «Що таке щастя?».

## Сюжет
У фільмі паралельно розвиваються дві сюжетні лінії: одна пов'язана з листом, інша — з першокласницею.

### Сюжет, пов'язаний з листом
Учитель російської мови Аліджан Валійович просить п'ятикласника Улугбека передати батькові листа. Оскільки Улугбек успіхами в школі не блищить, він упевнений, що вчитель викликає батька в школу, щоб розповісти про яку-небудь витівку сина. Під тиском Мірвалі, ініціативного друга, Улугбек приховує лист від батька і починає складати список своїх витівок. На щастя, батько якраз в цей день поїхав у відрядження, і у Улугбека є тиждень на те, щоб виправитися, проте під керівництвом Мірвалі виправлення рухається погано, тому що той вважає, що замість того, щоб зізнаватися в своїх гріхах, краще вміло приховати їх.

### Сюжет, пов'язаний з першокласницею
Одного разу хлопці зустрічають заплакану першокласницю Уміду, якій поставили одиницю. Улугбек виправляє одиницю на четвірку. Коли Уміда принесла додому шість четвірок, чотири з яких поставила сама, її батько запідозрив недобре і вирішив сходити в школу для розмови з вчителькою. Хлопці, боячись викриття, підробляють лист від вчительки, в якому та, нібито, повідомляє, що два відмінника — Улугбек і Мірвалі — будуть після уроків займатися з дочкою. Вони дійсно починають займатися з Умідою. Мірвалі входить в роль учителя: надягає окуляри, в яких нічого не бачить, цитує Коменського, Гаусса, Пуассона, однак виявляється, що він не здатний пояснити навіть елементарних речей і доводить дівчинку до сліз своїм криком. Улугбек з легкістю пояснює Уміді приклад за допомогою наочних посібників — кісточок від абрикоса. В результаті Уміда почала проявляти інтерес до навчання, а коли з відрядження повертається батько Улугбека, з'ясовується, що в листі Аліджан Валійович просив його організувати для класу екскурсію на завод, і всі переживання Улугбека виявилися марними. рештою Улугбек укладає для себе, що «щастя — це коли живеш з чистою совістю і ще — коли допоможеш тому, хто слабший за тебе».

## У ролях
- Равшан Хамраєв — Улугбек
- Улугбек Хамраєв — Мірвалі
- Гулнора Пайзієва — Муніра Батирова
- Сабохат Шонасирова — Уміда, першокласниця
- Мухайє Садикова — «Секретарша»
- Рустам Талібджанов — Батир
- Мурад Раджабов — Аліджан Валійович, учитель російської мови
- Ділором Камбарова — Гульпохор Тимурівна, учитель історії
- Уміда Ахмедова — учитель французької мови
- Дільбар Касимова — бабуся Улугбека
- Салохіддін Зіямухамедов — батько Улугбека
- Жумадулла Раметов — батько Уміди
- Саїда Раметова — мати Уміди
- Хусан Шарипов — учитель співу
- Зілола Бурибаєва — епізод
- Зієда Бурибаєва — епізод
- Ділфуза Камілова — епізод
- Абдулхамід Маннанов — епізод
- Раджаб Адашев — артист цирку
- Севара Азімова — епізод
- Учкун Рахманов — епізод
- Уктам Лукманова — епізод

## Знімальна група
- Режисер-постановник: Хабіб Файзієв
- Сценаристи: Валентина Малиновська, Латіф Махмудов
- Оператори: Олександр Панн, Хатам Файзієв
- Композитори: Юрій Тер-Осипов, Адельгірей Маковський
- Художник-постановник: Анвар Махкамов
- Текст пісень: Онєгін Гаджикасимов
- Звукооператор: Малик Абдурахманов
- Директор картини: Павло Ан